# Nenkowo
Nenkowo (bułg. Ненково) – wieś w Bułgarii, w obwodzie Kyrdżali, w gminie Kyrdżali. Według danych szacunkowych Ujednoliconego Systemu Ewidencji Ludności oraz Usług Administracyjnych dla Ludności, 15 czerwca 2020 roku miejscowość liczyła 118 mieszkańców.

## Historia
Wieś znalazła się na terytorium Bułgarii w 1912 roku pod turecką nazwą Memliler. Nazwa Została przemianowana na Suchowo rozporządzeniem ministerialnym nr 3775, ogłoszonym 7 grudnia 1934 r. W pobliżu pobliskiego schroniska Borowicy znajdują się pozostałości późnoantycznego kościoła.

## Religia
Obecni mieszkańcy wsi są głównie wyznania muzułmańskiego, a we wsi znajduje się meczet.

## Zabytki
W rejestrze zabytków znajduje się antyczny most rzymski, obecnie w złym stanie, zawalający się, ale wciąż w użytku.